# Перекрёсток воронов
«Перекрёсток воронов» (пол. Rozdroże Kruków) — фэнтезийный роман польского писателя Анджея Сапковского, очередная часть саги о ведьмаке Геральте из Ривии, опубликованная в 2024 году.

## Сюжет
Действие книги происходит в вымышленной вселенной, похожей на Европу Позднего Средневековья. По словам Сапковского, главный герой книги — Геральт из Ривии. За этими исключениями книга не должна быть связана сюжетно с пенталогией о ведьмаке; впрочем, писатель намекал, что такая связь всё же может быть. В ноябре 2024 года стало известно, что в романе рассказывается о молодости Геральта.

## Создание
Последняя книга о Геральте, «Сезон гроз», была опубликована в 2013 году. После этого Анджей Сапковский не раз намекал, что напишет ещё одну. На Comic Con в Варшаве в 2018 году он рассказал, что, поскольку сага доведена до логического конца, скорее всего напишет предысторию или создаст боковое ответвление сюжета.
В августе 2023 года Сапковский рассказал, что работает над новой книгой, действие которой происходит во вселенной «Ведьмака», и что планирует дописать её в 2024 году. По словам писателя, побудительным толчком для него стало появление сериала «Ведьмак»: «По истории сняли сериал, и они заставили меня продолжить», сказал Сапковский своим поклонникам в шутливом тоне. В августе 2024 года он сообщил, что книга дописана. Известно, что в общей сложности на работу ушло около двух лет. 22 ноября в журнале Nowa Fantastyka была опубликована первая глава. Накануне этого события стало известно название романа — «Перекрёсток воронов» (пол. Rozdroże Kruków).
Оригинальный текст романа был опубликован 29 ноября 2024 года. Переводы на другие языки вышли в 2025 году. Обложка российского издания была сгенерирована с помощью нейросетей.